# Charassonotus hulstaerti
Charassonotus hulstaerti är en skalbaggsart som först beskrevs av Louis Burgeon 1930.  Charassonotus hulstaerti ingår i släktet Charassonotus och familjen långhorningar. Inga underarter finns listade i Catalogue of Life.